# Polo Norte-36
A Polo Norte-36 (em russo:  Северный полюс-36, СП-36) foi a 36ª estação flutuante tripulada russa, primeiramente usada para pesquisa ártica de setembro de 2008 até agosto de 2009.

## História
A estação foi aberta em 7 de setembro de 2008. O objetivo primário da estação foi melhorar a qualidade da previsão do tempo e estudar os processos globais da mudança climática. O trabalho cobriu monitoramento ambiental e pesquisa nos campos da meteorologia, oceanologia, glaciologia e aerologia.
A expedição consistiu de 18 exploradores polares, vários cães e mais de 150 toneladas de carga. O mestre-da-estação foi Jury Katraev. A estação PN-36 foi assentada sobre um pedaço de gelo marítimo que era de aproximadamente 6 km² (4 mi²) de um lado a outro. No momento do desembarque a estação estava no assim chamado "O oco dos submarinistas" entre a ilha Wrangel e o Polo Norte. O barco Akademik Fyodorov executou a entrega da expedição para o gelo.
A estação foi removida pelo quebrador de gelo nuclear NS Yamal no Oceano Ártico no fim de agosto de 2009. A evacuação da estação da banquisa de gelo flutuante levou três dias de trabalho contínuo. O líder das expedições árticas de alta-latitude Vladimir Sokolov supervisionou o trabalho.